# Иванов, Иван Георгиевич
Иван Георгиевич Иванов (9 февраля 1911 — 16 октября 1995) — советский военный деятель, инженер-контр-адмирал, участник Великой Отечественной войны.

## Биография
Иван Георгиевич Иванов родился 9 февраля 1911 года в деревне Антипино (ныне — Тёмкинский район Смоленской области). В 1928 году был призван на службу в Военно-морской флот СССР. В 1930 году окончил курсы командиров запаса при артиллерийской школе в Кронштадте. Демобилизовавшись, поступил в Ленинградский индустриальный институт, но окончил лишь три курса. В 1935 году Иванов поступил на артиллерийское отделение факультета военно-морского оружия Военно-морской академии имени К. Е. Ворошилова. Успешно окончив учёбу в 1939 году, он служил на различных кораблестроительных предприятиях.
В июне 1941 года Иванов был назначен старшим военным представителем на заводе № 209 в Ленинграде (ныне — завод имени А. А. Куликова). С декабря 1941 года находился на такой же должности на заводе № 251. В июне 1943 года назначен старшим инженерным по малым приборам управления артиллерийским зенитным огнём 1-го отделения 3-го отдела пусковых систем. Имея большой опыт в деле приёмки и эксплуатации артиллерийского вооружения Военно-морского флота, в годы Великой Отечественной войны провёл большую работу по обеспечению работоспособности и установке приборов управления стрельбой на Тихоокеанском, Северном и Балтийском флотах.
В послевоенные годы продолжал службу в Военно-морском флоте СССР на ответственных инженерных должностях, возглавлял ряд подразделений, отвечавших на специальное вооружение, в том числе ракетное и реактивное. С мая 1958 года занимал должность заместителя начальника Управления реактивного и артиллерийского вооружения Военно-морского флота СССР. Ведал вопросами хранения, снабжения и ремонта данного вооружения, лично курировал склады и арсеналы. В апреле 1961 года был уволен в запас по болезни. Скончался 16 октября 1995 года.

## Награды
- Орден Красного Знамени (13 июня 1952 года);
- Орден Красной Звезды (30 апреля 1947 года);
- Орден «Знак Почёта» (13 апреля 1944 года);
- Медали «За боевые заслуги» (3 ноября 1944 года), «За оборону Ленинграда», «За оборону Советского Заполярья» и другие медали.